# Seznam kazanskih kanov
Gijat-ud-din Kan je izkoristil težave v Zlati hordi in se v 1420. letih razglasil za neodvisnega vladarja Kazanskega ulusa (okrožja). Za njim je oblast prevzel  zadnji kan Zlate horde Ulug Mohamed, se odcepil od Zlate horde in ustanovil svoj neodvisni Kazanski kanat. 

## Preglednica
- Modro obarvane vrstice v preglednici označujejo suverenost Moskovske velike kneževine.
- Zelene  vrstice označujejo kratkotrajne prekinitve pod kani Sibirskega kanata.
- Rožnate  vrstice označujejo oblast Kasimskega kanata.
- Rumene vrstice označujejo Girejsko dinastijo iz Krimskega kanata.
- Rjave vrstice označujejo vladavino Astrahanskega kanata.

| Naziv                                                                           | Ime | Vladanje                   |
| ------------------------------------------------------------------------------- | --- | -------------------------- |
| Kan خان‎                                                                         | Ulug Mohamed الغ محمد‎                                                                                                  | 1438 - 1446                |
| Kan خان‎                                                                         | Mahmud محمود ابن الغ محمد‎                                                                                              | 1445 – 1466                |
| Kan خان‎                                                                         | Halil خلیل ابن محمود‎                                                                                                   | 1466 – 1467                |
| Kan خان‎                                                                         | Ibrahim ابراہیم ابن محمود‎                                                                                              | 1467 – 1479                |
| Kan خان‎                                                                         | Ilham علی ابن ابراہیم‎                                                                                                  | 1479 – 1484 (prvič)        |
| Kan خان‎                                                                         | Mohamed Amin محمد امین ابن ابراہیم‎                                                                                     | 1484 – 1485 (prvič)        |
| Kan خان‎                                                                         | Ilham علی ابن ابراہیم‎                                                                                                  | 1485 – 1487 (drugič)       |
| Kan خان‎                                                                         | Mohamed Amin محمد امین ابن ابراہیم‎                                                                                     | 1487 – 1495 (drugič)       |
| Kan خان‎                                                                         | Mamuk ‎ | 1496 – 1497                |
| Kan خان‎                                                                         | Abdel Latif عبد اللطیف ابن ابراہیم‎                                                                                     | 1496 – 1502                |
| Kan خان‎                                                                         | Mohamed Amin محمد امین ابن ابراہیم‎                                                                                     | 1502 - 1518 (tretjič)      |
| Kan خان‎                                                                         | Šahgali شاہ علی ابن شیخ اللہ یار‎                                                                                       | 1518 - 1521 (prvič)        |
| Kan خان‎                                                                         | Sahib I. Geraj صاحب غرائی‎                                                                                              | 1521 - 1525                |
| Kan خان‎                                                                         | Safa Geraj صفا غرائی‎                                                                                                   | 1525 - 1532 (prvič)        |
| Kan خان‎                                                                         | Džangali جان علی ابن شیخ اللہ یار ‎                                                                                     | 1532 – 1535                |
| Kan خان‎                                                                         | Safa Geraj صفا غرائی‎                                                                                                   | 1535 – 1546 (drugič)       |
| Kan خان‎                                                                         | Šahgali شاہ علی ابن شیخ اللہ یار‎                                                                                       | 1546 (drugič)              |
| Kan خان‎                                                                         | Safa Geraj صفا غرائی‎                                                                                                   | 1546 - 1549 C.E. (tretjič) |
| Kan خان‎                                                                         | Utamiš Geraj عتمش غرائی‎ Utamiš je bil mladoleten, zato je v njegovem imenu kot regentka vladala njegova mati Sujumbike | 1549 – 1551                |
| Kan خان‎                                                                         | Šahgali شاہ علی ابن شیخ اللہ یار‎                                                                                       | 1551 – 1552 (tretjič)      |
| Kan خان‎                                                                         | Jadegar Mohamed یاد گار محمد‎                                                                                           | 1552                       |
| Ruski car Ivan Grozni leta 1552 osvoji Kazanski kanat in ga priključi k Rusiji. | |                            |